# 鬼木達
鬼木 達（おにき とおる、1974年4月20日 - ）は、千葉県船橋市出身の元プロサッカー選手、サッカー指導者。現役時代のポジションはミッドフィールダー（MF）。

## 来歴
船橋市立船橋高等学校を経て1993年に鹿島アントラーズに入団。同期入団には、秋田豊・奥野僚右・室井市衛らがいる。現役時代は同ポジションにジーコが君臨しており、出場機会は限られたが、ジーコが負傷した場面での交代選手して活躍。
鹿島アントラーズに6年間在籍(1998年2月のアジアクラブ選手権1997-98準々決勝リーグ出場後の同年3月、川崎へ期限付き移籍)の後、川崎フロンターレに移籍し2006年に現役を引退。
川崎の育成コーチ、ヘッドコーチを務めた後、2017年に川崎の監督に就任。就任1年目で川崎をJ1リーグ優勝に導き、クラブに初タイトルをもたらした。2018年にJ1連覇、2019年にはクラブ初のルヴァンカップのタイトルを獲得。
2020年、2021年もJ1で優勝し、二度目の連覇を達成した。またJリーグ史上最速となる就任から156試合目で監督通算100勝目をあげた。
2024年シーズン限りで契約満了により川崎の監督を退任。2025年シーズンから古巣である鹿島アントラーズの監督に就任することが発表された。
2025年6月14日、J1リーグ第20節サンフレッチェ広島戦で監督として史上6人目のJ1通算300試合に到達した。

## 人物・エピソード
- 父親はいわゆる「昔気質」の人物で、高校時代までは自身がサッカーをすることに関して無関心を装っていたが、プロ入りしてからは大学進学用として貯めていた貯金を息子に与え、車の免許を取りスタジアムまで応援するようになったという。2023年秋のACLでのタイ遠征時に父の訃報を聞いたとのこと[6]。
- 家族は妻と息子が2人[6]。
- 川崎監督時代から、チームカラーとは違う赤のG-SHOCKを身に着けていた。赤がチームカラーの鹿島に対しては「別にレギュラーではなかったけど、鹿島で学んだことは自分の中では大きい」「（鹿島では）勝つチームの空気感を肌で感じられた」と特別な感情を抱いていたことを示唆している[7]。
- 市立船橋高校時代には、同級生に水野淳。1学年先輩に高田昌明、和田潤。2学年先輩にペナルティ・ワッキー、永田崇らがいる。1991年には、DF水野淳、MF鈴木潤らと共に選手権・インターハイ共にベスト4に進出するも、第70回全国高等学校サッカー選手権大会準決勝では、阿部敏之、松波正信らを擁する帝京高校に終了間際までリードしていたが、まさかの2失点での逆転負けとなった。

## 所属クラブ
- 1981年 - 1987年 船橋市立習志野台第二小学校
- 1987年 - 1990年 船橋市立坪井中学校
- 1990年 - 1993年 船橋市立船橋高等学校
- 1993年 - 1999年 鹿島アントラーズ
  - 1998年3月 - 同年12月 川崎フロンターレ（期限付き移籍）
- 2000年 - 2006年 川崎フロンターレ

## 個人成績
| 国内大会個人成績 | 国内大会個人成績 | 国内大会個人成績 | 国内大会個人成績 | 国内大会個人成績 | 国内大会個人成績 | 国内大会個人成績 | 国内大会個人成績 | 国内大会個人成績 | 国内大会個人成績 | 国内大会個人成績 | 国内大会個人成績 |
| 年度             | クラブ           | 背番号           | リーグ           | リーグ戦         | リーグ戦         | リーグ杯         | リーグ杯         | オープン杯       | オープン杯       | 期間通算         | 期間通算         |
| 年度             | クラブ           | 背番号           | リーグ           | 出場             | 得点             | 出場             | 得点             | 出場             | 得点             | 出場             | 得点             |
| 日本             | 日本             | 日本             | 日本             | リーグ戦         | リーグ戦         | リーグ杯         | リーグ杯         | 天皇杯           | 天皇杯           | 期間通算         | 期間通算         |
| ---------------- | ---------------- | ---------------- | ---------------- | ---------------- | ---------------- | ---------------- | ---------------- | ---------------- | ---------------- | ---------------- | ---------------- |
| 1993             | 鹿島             | -                | J                | 0                | 0                | 0                | 0                | 0                | 0                | 0                | 0                |
| 1994             | 鹿島             | -                | J                | 0                | 0                | 0                | 0                | 0                | 0                | 0                | 0                |
| 1995             | 鹿島             | -                | J                | 4                | 0                | -                | -                | 0                | 0                | 4                | 0                |
| 1996             | 鹿島             | -                | J                | 11               | 0                | 3                | 1                | 2                | 0                | 16               | 1                |
| 1997             | 鹿島             | 17               | J                | 5                | 0                | 3                | 0                | 0                | 0                | 8                | 0                |
| 1998             | 川崎F            | 25               | 旧JFL            | 27               | 1                | 3                | 0                | 3                | 1                | 33               | 2                |
| 1999             | 鹿島             | 17               | J1               | 7                | 1                | 3                | 0                | 0                | 0                | 10               | 1                |
| 2000             | 川崎F            | 7                | J1               | 21               | 1                | 7                | 0                | 0                | 0                | 28               | 1                |
| 2001             | 川崎F            | 7                | J2               | 40               | 0                | 3                | 0                | 5                | 0                | 48               | 0                |
| 2002             | 川崎F            | 7                | J2               | 39               | 0                | -                | -                | 5                | 0                | 44               | 0                |
| 2003             | 川崎F            | 7                | J2               | 13               | 0                | -                | -                | 2                | 0                | 15               | 0                |
| 2004             | 川崎F            | 7                | J2               | 19               | 0                | -                | -                | 0                | 0                | 19               | 0                |
| 2005             | 川崎F            | 7                | J1               | 1                | 0                | 0                | 0                | 0                | 0                | 1                | 0                |
| 2006             | 川崎F            | 7                | J1               | 0                | 0                | 1                | 0                | 0                | 0                | 1                | 0                |
| 通算             | 日本             | 日本             | J1               | 49               | 2                | 17               | 1                | 2                | 0                | 68               | 3                |
| 通算             | 日本             | 日本             | J2               | 111              | 0                | 3                | 0                | 12               | 0                | 126              | 0                |
| 通算             | 日本             | 日本             | 旧JFL            | 27               | 1                | 3                | 0                | 3                | 1                | 33               | 2                |
| 総通算           | 総通算           | 総通算           | 総通算           | 187              | 3                | 23               | 1                | 17               | 1                | 227              | 5                |

その他の公式戦
- 1997年
  - スーパーカップ 1試合0得点
  - アジアクラブ選手権 3試合1得点
- 1998年
  - J1参入決定戦 1試合0得点

- Jリーグ初出場 - 1995年11月15日 NICOSシリーズ第23節 サンフレッチェ広島戦
- Jリーグ初得点 - 1999年5月8日 1stステージ 第12節 アビスパ福岡戦

## 指導歴
- 2007年 - 2024年 川崎フロンターレ
  - 2007年 - 2009年 育成・普及コーチ
  - 2010年 - 2016年 トップチーム コーチ
  - 2017年 - 2024年 トップチーム 監督
- 2025年 - 鹿島アントラーズ 監督

## 監督成績
| 年度   | 所属   | クラブ | リーグ戦 | リーグ戦 | リーグ戦 | リーグ戦 | リーグ戦 | リーグ戦 | カップ戦  | カップ戦  | 他公式戦          | 国際試合         | 備考 |
| 年度   | 所属   | クラブ | 順位     | 勝点     | 試合     | 勝       | 分       | 敗       | Jリーグ杯 | 天皇杯    | 他公式戦          | 国際試合         | 備考 |
| ------ | ------ | ------ | -------- | -------- | -------- | -------- | -------- | -------- | --------- | --------- | ----------------- | ---------------- | ---- |
| 2017   | J1     | 川崎   | 優勝     | 72       | 34       | 21       | 9        | 4        | 準優勝    | ベスト8   | -                 | ACL ベスト8      |      |
| 2018   | J1     | 川崎   | 優勝     | 69       | 34       | 21       | 6        | 7        | ベスト8   | ベスト8   | スーパー杯 準優勝 | ACL GL敗退       |      |
| 2019   | J1     | 川崎   | 4位      | 60       | 34       | 16       | 12       | 6        | 優勝      | ベスト16  | スーパー杯 優勝   | ACL GL敗退       |      |
| 2020   | J1     | 川崎   | 優勝     | 83       | 34       | 26       | 5        | 3        | ベスト4   | 優勝      | -                 | -                |      |
| 2021   | J1     | 川崎   | 優勝     | 92       | 38       | 28       | 8        | 2        | ベスト8   | ベスト4   | スーパー杯 優勝   | ACL ベスト16敗退 |      |
| 2022   | J1     | 川崎   | 2位      | 66       | 34       | 20       | 6        | 8        | ベスト8   | 3回戦敗退 | スーパー杯 準優勝 | ACL GL敗退       |      |
| 2023   | J1     | 川崎   | 8位      | 50       | 34       | 14       | 8        | 12       | GL敗退    | 優勝      | -                 | ACL ベスト16敗退 |      |
| 2024   | J1     | 川崎   | 8位      | 52       | 38       | 13       | 13       | 12       | ベスト4   | 3回戦敗退 | スーパー杯 優勝   | -                |      |
| 2025   | J1     | 鹿島   | 位       |          |          |          |          |          | 2回戦敗退 |           | -                 | -                |      |
| J1通算 | J1通算 | J1通算 | -        | -        | 280      | 159      | 67       | 54       | -         | -         | -                 | -                |      |
| 総通算 | 総通算 | 総通算 | -        | -        | 280      | 159      | 67       | 54       | -         | -         | -                 | -                |      |

## タイトル

### 選手時代

#### クラブ
鹿島アントラーズ
- J1リーグ : 1回 (1996年)
  - J1リーグ 1stステージ : 2回 (1993年、1997年)
- Jリーグカップ : 1回 (1997年)
- 天皇杯 JFA 全日本サッカー選手権大会 : 1回 (1997年)
- スーパーカップ : 2回 (1997年、1999年)

川崎フロンターレ
- J2リーグ : 1回 (2004年)

#### 個人
- JFL ベストイレブン : 1回 (1998年)

### 監督時代

#### クラブ
川崎フロンターレ
- J1リーグ : 4回 (2017年、2018年、2020年、2021年)
- Jリーグカップ : 1回 (2019年)
- 天皇杯 JFA 全日本サッカー選手権大会 :2回 (2020年、2023年)
- スーパーカップ : 3回 (2019年、2021年、2024年)

#### 個人
- J1・優勝監督賞 : 4回 (2017年、2018年、2020年、2021年)
- J1・月間優秀監督賞 : 6回 (2020年2・7月、8月、2021年4月、9月、2022年2・3月、10・11月)